# 三荔高速公路
三荔高速公路簡稱三荔高速，是中華人民共和國貴州省的一條双向4车道高速公路。該高速公路全长75.8公里，起點位於貴州省三都县大河镇，終點位於貴州省荔波县板旺村，设计速度80公里/小时。三荔高速共有桥梁66座，隧道11座。三荔高速是贵州首批三个政府和社会资本合作模式高速公路项目之一。2019年1月11日，三荔高速的52.1公里段率先通車。2019年4月3日，三荔高速全線通车运营。

## 事故
2022年9月18日凌晨2时40分三荔高速（贵阳往荔波方向）客车侧翻重大事故，事故造成27人身亡，20人受伤。事故车辆为转运隔离车辆贵阳市涉疫人员隔离的车辆。事故仍未按国家突发公共事件应急响应机制要求发布调查报告。